# Пиатра (Марамуреш)
Пиатра (рум. Piatra) насеље је у Румунији у округу Марамуреш у општини Ремеци. Oпштина се налази на надморској висини од 275 m.

## Становништво
Према подацима из 2002. године у насељу је живело 415 становника.

### Попис2002.
| Расподела становништва по националности 2002.‍ | Расподела становништва по националности 2002.‍ | Расподела становништва по националности 2002.‍ | Расподела становништва по националности 2002.‍ | Расподела становништва по националности 2002.‍ |
| --------------------------------------------- | --------------------------------------------- | --------------------------------------------- | --------------------------------------------- | --------------------------------------------- |
|                                               |                                               |                                               |                                               |                                               |
| Румуни                                        | Румуни                                        |                                               | 135                                           | 32,5%                                         |
| Мађари                                        | Мађари                                        |                                               | 238                                           | 57,3%                                         |
| Украјинци                                     | Украјинци                                     |                                               | 42                                            | 10,1%                                         |